# Cerneală

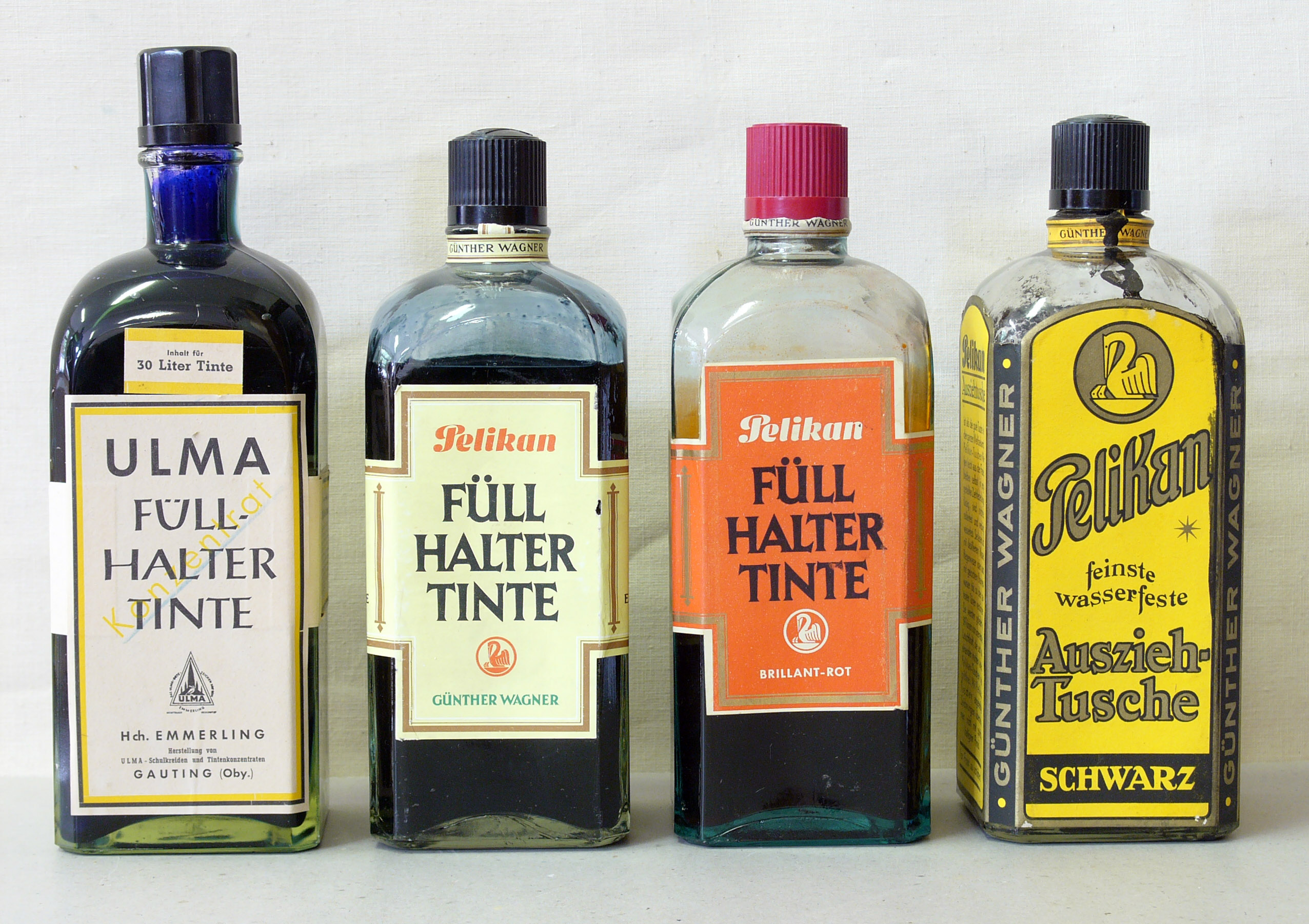
Sticle cu cerneală din Germania

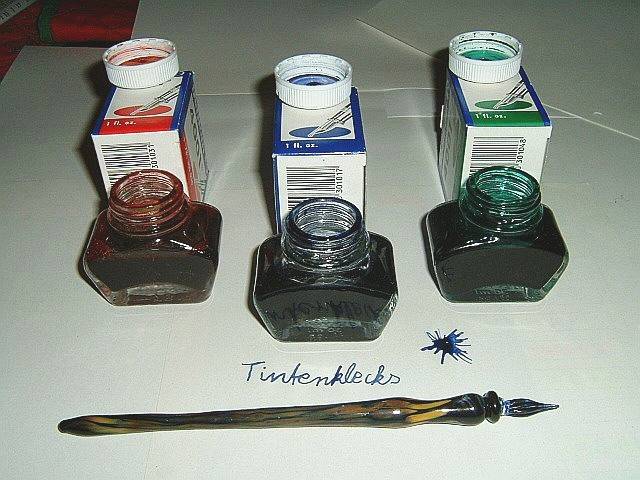
Trei călimări cu cerneală și un stilou cu peniță

Cerneala este un amestec lichid de substanțe, variat colorat, care conține uleiuri sicative, uleiuri polimerizate, albumine și coloranți, folosită pentru scris, tipărit, ștampilat și gravat.